# AEK Arena
De AEK Arena, of voluit AEK Arena - Georgios Karapatakis (Grieks: AEK Αρένα - Γεώργιος Καραπατάκης), is een stadion in Larnaca (Cyprus). Vaste bespeler van het stadion is voetbalclub AEK Larnaca. In het stadion is plaats voor 7.400 toeschouwers. De AEK Arena ligt pal naast het GSZ-stadion, het voormalige onderkomen van de club.

## Geschiedenis
De lap grond onder het stadion behoort tot de GSZ-groep, die ook het nabijgelegen GSZ-stadion beheert. AEK Larnaca kwam met GSZ overeen om een nieuw stadion voor de club te bouwen. Het stadion is bekostigd door de club zelf. De bouwwerkzaamheden werden uitgevoerd door Balltown Holdings (Public) Ltd, een speciaal voor deze klus opgerichte vastgoedmaatschappij. Op 7 september 2015 werd de eerste steen symbolisch gelegd door de president van Cyprus Nikos Anastasiadis, die een jaar later ook de opening zou verrichten. Het stadion werd vernoemd naar de vader van Andros Karapatakis, voorzitter van AEK Larnaca. De eerste wedstrijd in het stadion was een competitieduel tussen AEK Larnaca en Aris Limasol dat door de thuisclub met 4-0 werd gewonnen.

## Interlands
| 1  | 7 oktober 2020    | Cyprus – Tsjechië      | 1 – 2 | Vriendschappelijk               | 0     |
| 2  | 8 oktober 2021    | Cyprus – Kroatië       | 0 – 3 | WK 2022 kwalificatie            | 2.333 |
| 3  | 11 oktober 2021   | Cyprus – Malta         | 2 – 2 | WK 2022 kwalificatie            | 1.405 |
| 4  | 29 maart 2022     | Cyprus – Estland       | 2 – 0 | UEFA Nations League 2020/21 (C) | 2.464 |
| 5  | 2 juni 2022       | Cyprus – Kosovo        | 0 – 2 | UEFA Nations League 2022/23 (C) | 1.550 |
| 6  | 5 juni 2022       | Cyprus – Noord-Ierland | 0 – 0 | UEFA Nations League 2022/23 (C) | 1.663 |
| 7  | 24 september 2022 | Cyprus – Griekenland   | 1 – 0 | UEFA Nations League 2022/23 (C) | 4.548 |
| 8  | 16 november 2022  | Cyprus – Bulgarije     | 0 – 2 | Vriendschappelijk               | 1.000 |
| 9  | 17 juni 2023      | Cyprus – Georgië       | 1 – 2 | EK 2024 kwalificatie            | 3.763 |
| 10 | 8 september 2023  | Cyprus – Schotland     | 0 – 3 | EK 2024 kwalificatie            | 6.633 |
| 11 | 12 oktober 2023   | Cyprus – Noorwegen     | 0 – 4 | EK 2024 kwalificatie            | 7.206 |
| 12 | 21 maart 2024     | Cyprus – Letland       | 1 – 1 | Vriendschappelijk               | 1.000 |
| 13 | 25 maart 2024     | Cyprus – Servië        | 0 – 1 | Vriendschappelijk               | 1.938 |
| 14 | 9 september 2024  | Cyprus – Kosovo        | 0 – 4 | UEFA Nations League 2024/25 (C) | 2.041 |
| 15 | 12 oktober 2024   | Cyprus – Roemenië      | 0 – 3 | UEFA Nations League 2024/25 (C) | 6.092 |
| 16 | 15 november 2024  | Cyprus – Litouwen      | 2 – 1 | UEFA Nations League 2024/25 (C) | 1.733 |